# Crush (1980 Me)
Crush (1980 Me) è un singolo del cantante australiano Darren Hayes, pubblicato nel 2003 ed estratto dall'album Spin.

## Tracce
Australia
1. Crush (1980 Me) (album version) – 4:01
2. Crush (1980 Me) (Mayday Disco Biscuit Mix) – 3:08
3. Strange Relationship (F3 Mix) – 3:41
4. Right Dead Back on It (original demo recording) (Featuring Elisa Fiorillo) – 3:49
5. Insatiable (acoustic version – Live in the Capital Radio Living Room) – 5:22